# Pavel Štys
Pavel Štys est un entomologiste tchèque né à Prague le 8 décembre 1933 (alors en Tchécoslovaquie) et mort le 24 août 2018 dans la même ville, spécialiste des hétéroptères (punaises), sous les angles de la morphologie, de la taxonomie, de la systématique, de leur biologie et de leur comportement. Il est considéré comme l'un des plus grands contributeurs à la connaissance des hétéroptères de son temps.

## Formation
Dès son enfance, Pavel Štys est passionné de biologie, récolte des insectes dès l'âge de quatre ans, et, pendant son école secondaire, élève des souris blanches et des mantes religieuses dans la cuisine de l'appartement de ses parents. Après ses études secondaires, il entre à l'Université Charles de Prague, en faculté de biologie, où il obtient, en 1957, un diplôme avec spécialité entomologie, ainsi qu'un diplôme d'enseignant en biologie et en chimie. En 1966, il obtient son doctorat à l'Institut d'Entomologie de l'Académique tchécoslovaque des sciences, sur le thème de la « Morphologie, classification supérieure et phylogénie des Hétéroptères trichophores ».

## Parcours
Pavel Štys a fait toute sa carrière de chercheur dans l'Université Charles. Il y est successivement assistant (1957-1961), professeur assistant (1961-1987), chercheur scientifique (1987-1989), chercheur scientifique senior (1989-1991). En raison de son hostilité au régime communiste, ce n'est qu'après la Révolution de velours qu'il est pleinement reconnu. Il est alors nommé professeur associé d'Entomologie (1991-1993), puis professeur d'entomologie à partir de 1993. De 1991 à 1995, il dirige la section d'entomologie du département de zoologie, et de 1995 à 1998, le Département de zoologie de la faculté des sciences, à côté d'autres fonctions notamment à l'Académie des sciences. Il est nommé professeur émérite à sa retraite en 2000, et continue à enseigner et à faire des recherches au Département de Zoologie jusqu'à sa mort. Ses principaux cours étaient Principes et Méthodes de Zoologie systématique, Entomologie générale, Biologie évolutionniste, Entomologie systématique, mais également les cours pratiques de zoologie des invertébrés.
Il a également été professeur assistant à l'Université de Khartoum (Soudan) de 1965 à 1968, et a fait de nombreux séjours dans des universités étrangères, telles qu'au Département d'entomologie de l'Université d'Agriculture de Wageningen, aux Pays-Bas, pour rencontrer René H. Cobben, en 1985; au Département d'entomologie du Musée américain d'Histoire naturelle (AMNH) à New York, pour travailler avec Randall T. Schuh (1990); au Département des Sciences de la Terre de l'Université Carleton à Ottawa, Canada, avec Jarmila Kukalová-Peck (1990), et à l'Australian Museum de Sydney, avec Gerasimos Cassis (1993-1994).
Il a été membre de la Société entomologique tchèque (et membre honoraire depuis 2008), de la Société zoologique tchèque, de l'American Entomological Society, de la Société de Zoologie systématique. En 2014, il reçoit la Médaille Carl Stål de la Société internationale des Hétéroptéristes.
De 1989 à 2015, il a été membre de la Commission internationale de nomenclature zoologique, et s'est impliqué dans la rédaction de la quatrième édition du Code international de nomenclature zoologique paru en 1999. Avec Václav Houša, il traduit les 3e et 4e éditions du Code en tchèque.
Il a été également membre du comité éditorial de différentes revues scientifiques, et éditeur, de 1962 jusqu'à sa mort du Journal européen d'entomologie (European Journal of Entomology), auparavant Acta Entomologica Bohemoslovaca.

## Apport pour la science
Le premier sujet d'étude de Pavel Štys a été les Syrphidae, au cours des années 50 et début 1960, mais il s'est rapidement tourné vers l'étude des Hétéroptères, dont il devenu une autorité internationalement reconnue. Il se consacre notamment à la taxonomie de groupes importants mais peu étudiés jusqu'alors, comme les Enicocephalomorpha, les Dipsocoromorpha, les Helotrephidae (avec M. Papáček), les Plokiophilidae, les Colobathristidae, les Malcidae, les Hyocephalidae, les Thaumastellidae, les Thyreocoridae ou les Plataspidae (ces dernier avec J. Vilímová).
Ses travaux se sont souvent centrés sur la diversité morphologique et son interprétation phylogénétique, mais il a également intégré des données d'embryologie, d'ontogénèse, de bionomique, d'écologie, de zoogéographie, et de paléontologie.
Avant tout, avec l'entomologiste ukrainien Izyaslav M. Kerzhner, il propose la première classification des Hétéroptères en 7 infra-ordres, aujourd'hui toujours valide, et qui résiste aux études de phylogénie moléculaire actuelles.
Il a décrit un nombre élevés de taxons au niveau familial, avec deux familles, les Medocostidae et les Stemmocryptidae, 11 sous-familles et 4 tribus, encore valides à l'exception des Monteithocorinae, rétrogradé par Štys lui-même au rang de tribu. Il a également donné des arguments importants pour élever au rang de familles plusieurs groupes, soit les Aenictopecheidae, les Thaumastellidae, les Lasiochilidae, ou les Lyctocoridae. Sa sous-famille des Trichotonanninae (pour le genre Trichotonannus Reuter, 1891) a été élevée récemment au rang de famille distincte.
Il a révisé la classification des deux ordres basaux des Enicocephalomorpha et Dipsocoromorpha, décrivant plusieurs de leurs genres et espèces, et résumé la connaissance disponible sur ces groupes. Avec Randall. T. Schuh, il publie la première analyse cladistique des Cimicomorpha (1991), une étape importante dans la classification de cet infraordre. Avec Christine Weirauch, il publie en 2014 une analyse de phylogénétique moléculaire des Dipsocoromorpha. Dans les années 1990, l'augmentation de ses charges administratives ont pour résultat une diminution de ses publications notamment de systématique des Hétéroptères, mais il publie néanmoins plusieurs études sur la phylogénie des Hexapoda, et dans un de ceux-ci, avec Jan Zrzavý, introduit le clade des Pancrustacea (comprenant les Crustacés et les Hexapodes), largement accepté aujourd'hui. Après sa retraite, il travaille et publie avec sa femme Alice Exnerová de nombreux travaux sur les stratégies de défense multimodales des Hétéroptères contre les prédateurs,.
Son impressionnante bibliographie comprend 386 publications, listées dans l'article de P. Kment et al. (2019).
Sa collection personnelle d'insectes est aujourd'hui au Musée de Moravie de Brno. Elle a été constituée au cours de nombreux voyages en ex-Tchécoslovaquie, au Soudan et dans les pays voisins, en Asie centrale, en Sibérie et dans l'extrême est de la Russie, aux États-Unis et en Australie et dans plusieurs pays méditerranéens.

## Taxons nommés par Štys
Pavel Štys a décrit 200 taxons nouveaux, dont 17 nouveaux noms de niveau famille, sous-famille et tribu (tous encore valides), 54 de niveau générique et subgénérique (dont 53 valides), et 129 au niveau spécifique et infraspécifiques (dont deux chez les Diptères Syrphidae, et 122 encore valides). La liste complète figure dans Kment et al (2019).
- Famille des Aenictopecheidae
  - Gamostolini Štys, 1989
  - Maoristolinae Štys, 1989
  - Murphyanellinae Štys, 1989
  - Nymphocorinae Štys, 1989
  - Australostolus Štys, 1980
  - Australostolus monteithi Štys, 1980
  - Boreostolus Wygodzinsky & Štys, 1970
  - Boreostolus americanus Wygodzinsky & Štys, 1970
  - Boreostolus sikhotalinensis Wygodzinsky & Štys, 1970
  - Murphyanella Wygodzinsky & Štys, 1982
  - Murphyanella aliquantula Wygodzinsky & Štys, 1982
  - Nymphocoris hilli Štys, 1988
  - †Paenicotechys Štys, 1969
  - Timahocoris Wygodzinsky & Štys, 1982
  - Timahocoris paululus Wygodzinsky & Štys, 1982
  - Tornocrusus lattini Štys & Baňař, 2008
  - Ulugurocoris Štys & Baňař, 2013
  - Ulugurocoris grebennikovi Štys & Baňař, 2013
- Famille des Enicocephalidae
  - †Disphaerocephalinae Štys, 1969
  - Megenicocephalinae Štys, 1989
  - Monteithostolini Štys, 1981
  - Phallopiratinae Štys, 1985
  - Alienates thomasi Baňař & Štys, 2015
  - Alkowdiella Štys, 2002
  - Alkowdiella paleceki Štys, 2002
  - Alkowdiella raunoi Štys, 2002
  - Ciucephalus Štys, 1982
  - Ciucephalus wygodzinskyi Štys, 1982
  - Embolorrhinus (Ceratotrachelus) villiersi Štys, 1969
  - Gourlayocoris Štys, 2002
  - Heissaptera Štys & Baňař, 2006
  - Heissaptera janaki Štys & Baňař, 2006
  - Henicocorinus Štys, 1988
  - Henschiella (Trarza) congoensis Štys, 1968
  - Hoplitocoris (Hoplitocoris) ethiopicus Štys, 1969
  - Hoplitocoris (Iphlotocoris) isaroginus Štys, 1981
  - Hoplitocoris (Iphlotocoris) xandrae Štys, 1981
  - Iphlotocoris Štys, 1981 (sous-genre de Hoplitocoris Jeannel, 1942)
  - Kulichoderes Štys, 2002
  - Monteithostolus Štys, 1981
  - Monteithostolus caledonicus Štys, 1982
  - Monteithostolus genitalis Štys, 1981
  - Neoncylocotis kotejai Štys & Baňař, 2006
  - Oncylocotis cupressi Štys, 1999
  - Oncylocotis froeschneri Štys, 1986
  - Oncylocotis (Oncylocotis) inexpectatus Štys, Baňař & Drescher, 2010
  - Oncylocotis lautereri Baňař & Štys, 2013
  - Oncylocotis neotenicus Štys, 1982
  - Oncylocotis occipitalis meridionalis Štys, 1969, aujourd'hui syn. de Oncylocotis (Oncylocotis) occipitalis (Jeannel, 1942)
  - Oncylocotis reductus Štys, 1999
  - Oncylocotis stehliki Baňař & Štys, 2013
  - Owenoderes Štys, 2002
  - Phaenicocleus Štys & Baňař, 2009
  - Phaenicocleus granulosus Baňař & Štys, 2011
  - Phaenicocleus minor Štys & Baňař, 2009
  - Phaenicocleus sabahensis Štys & Baňař, 2009
  - Phaenicocleus schwendingeri Štys & Baňař, 2009
  - Phallopirates Štys, 1985
  - Phallopirates borneensis Štys, 1985
  - Phallopirates culionicus Štys, 1985
  - Phallopirates palawanicus Štys, 1985
  - Phthirocorisella Štys, 1986
  - Phthirocorisella petrophila Štys, 1986
  - Phthirostenus Štys, 2002
  - Proboscidopirates ericguilberti Baňař & Štys, 2015
  - Proboscidopirates rugulosus Baňař & Štys, 2015
  - Pseudohenschiella hauseri Baňař & Štys, 2006
  - †Pyrenicocephalus Štys, 2010
  - †Pyrenicocephalus jarzembowskii Štys, 2010
  - Stenopirates jeanneli Štys, 1970
  - Stenopirates niger Štys, 1970
  - Kulichoderes iranicus (Štys, 1970), initialement décrit dans le genre Systelloderes
  - Systelloderes loebli Štys & Baňař, 2007
  - Owenoderes oculatus (Štys, 1969) initialement décrit dans le genre Systelloderes
  - Ugloderes uvarovi (Štys, 1970) initialement décrit dans le genre Systelloderes
  - Ugloderes Štys, 2002
  - Utukhengal Štys, 2002
  - Vuorillina Štys, 1986
  - Vuorillina carayoni Štys, 1986
  - Xenicocephalus josifovi Štys & Baňař, 2008
  - Xenicocephalus tomhenryi Štys & Baňař, 2018
- Famille des Ceratocombidae
  - Issidomimini Štys, 1970
  - Ceratocombus (Ceratocombus) variegatus Štys, 1977
  - Ceratocombus (Xylonannus) kunsti Štys, 1958, aujourd'hui syn. de Ceratocombus (Xylonannus) brevipennis Poppius, 1910
  - Ceratocombus (Xylonannus) mareki Štys, 1977
  - Feshina Štys, 1983
  - Feshina schmitzi Štys, 1983
  - Kvamula Štys, 1982
  - Kvamula coccinelloides Štys, 1982
  - Kvamula decora Štys, 1982
  - Kvamula pocsi Štys, 1982
- Famille des Trichotonannidae Štys, 1970, initialement décrite au rang de sous-famille
  - Trichotonannus oidipos Štys, 1977
- Famille des Dipsocoridae
  - Cryptostemma incurvatum Štys, 1977
- Famille des Hypsipterygidae
  - Hypsipteryx ugandensis Štys, 1970
- Famille des Schizopteridae
  - Kokeshia martensi Štys, 1985
  - Kokeshia similis Štys, 1985
  - Nannodictyus Štys, 1982
  - Nannodictyus baloghi Štys, 1982
  - Semangananus Štys, 1974
  - Semangananus mirus Štys, 1974
- Famille des Stemmocryptidae Štys, 1983
  - Stemmocrypta Štys, 1983
  - Stemmocrypta antennata Štys, 1983
- Famille des Aphelocheiridae
  - Micraphelocheirus Hoberlandt & Štys, 1979 (comme sous-genre de Aphelocheirus Westwood, 1833)
  - Tampocoris Hoberlandt & Štys, 1979, aujourd'hui syn. de Micraphelocheirus Hoberlandt & Štys, 1979
  - Aphelocheirus (Micraphelocheirus) asiaticus (Hoberlandt & Štys, 1979) décrit dans le genre Tampocoris
- Famille des Corixidae
  - Monticorixa armeniaca (Štys, 1975), décrite dans le genre Arctocorisa (Monticorixa)
  - Monticorixa Štys, 1975
  - Sigara (Retrocorixa) semistriata semistriata var. pseudolimitata Štys, 1961, syn. de Sigara (Retrocorixa) semistriata (Fieber, 1848)

## Taxons nommés en hommage
De nombreux taxons ont été nommés en son hommage (6 genres et 52 espèces selon P. Kment et al (2019)), parmi lesquels, selon BioLib (31 mars 2023) : 
- Stysanus Corda
- Stysiana Grazia, Fernandes & Schwertner, 1999
- Stysicoris Ahmad & Kamaluddin, 1985
- Stysiellus Gapon, 2008
- Acetropis stysi Remane & Günther, 2008
- Anasa stysi Brailovsky & Barrera, 2008
- Apatenia stysi Trýzna & Baňař, 2013
- Carvalhoiella stysi Nieser, Pelli & Melo, 1999
- Chloropepla stysiv Grazia, Schwertner & Greve, 2008
- Cryptovelia stysi Andersen, 1999
- Cysteochila stysiv Guilbert, 2008
- Distotrephes stysi J.T. Polhemus, 1990
- Fulvius stysi Chérot & Gorczyca, 2008
- Grypocoris stysiv (Wagner, 1968)
- Hypoxys stysi Mendonca, Nunes & Fernandes, 2021
- Inoma stysi Cassis & Symonds, 2008
- Isophya stysiv Cejchan, 1958
- Kokeshia stysi Rédei, 2008
- Lipokophila stysi Carayon, 1974
- Massocephalus stysi Rider, 2008
- Megalocoleus stysi Matocq, 2008
- Mesovelia stysi Polhemus & Polhemus, 2000
- Mezira stysi Kormilev, 1976
- Neusterensifer stysi Chen, Nieser & Lansbury, 2008
- Ochterus stysi D. Polhemus & J. Polhemus, 2008
- Oncocephalus stysi Moulet, 2008
- Onymocoris stysi Cassis, Schuh & Brailovsky, 1999
- Orthosaldula stysi Zettel & Gapud, 2008
- Orthotylus stysi Koziskova, 1967
- Peritropis stysi Gorczyca, 2000
- Philonthus stysi Hromádka, 1980
- †Phymacysta stysi Golub, Popov & Guilbert, 2008
- Phytocoris stysi Linnavuori, 2008
- Pleuroxonotus stysi Konstantinov, 2008
- Ploiaria stysi Ishikawa & Okajima, 2008
- Rajburicoris stysi Carpintero & Dellapé, 2008
- Systellonotus stysi Ribes, Pagola-Carte & Heiss, 2008
- Tachysphex stysi Straka, 2008
- Tornocrusus stysi Kritsky, 1977
- Triplatyx stysi Kment, 2008